# Estádio Nilton Santos (Palmas)
O Estádio Nilton Santos é um estádio de futebol que está localizado no plano diretor sul da cidade de Palmas, capital do Tocantins.
Sendo o maior estádio do estado, recebe jogos do Campeonato Tocantinense, Campeonato Brasileiro Série D e Copa do Brasil. Tem seus mandos de jogos em mãos dos clubes da capital (Palmas).

## História
Foi inaugurado no dia 12 de outubro de 2000, tem capacidade para 12.000 torcedores. Recebeu o nome do bicampeão mundial Nilton Santos, que na época desenvolvia um projeto social com jovens através do futebol.
O primeiro gol no estádio foi marcado pelo atacante Malzone, que nesta ocasião jogava pela Seleção Brasileira Sub-17, no amistoso Seleção Brasileira Sub-17 2x2 Seleção Tocantinense Sub-20, realizado no dia 20 de outubro de 2000 na inauguração do estádio.
O primeiro gol, valendo por uma competição oficial, foi marcado pelo meia Wesnalton do Palmas, na vitória do Palmas sobre o Gama por 2x0, em jogo válido pela Copa Centro-Oeste, no dia 18 de janeiro de 2001.
O seu maior publico é de 11.167 pessoas no jogo entre o Palmas e o Atlético MG com vitória do Galo por 7 a 0 (2 gols de Danilinho e Marcelo Nicácio, 1 gol de Márcio Araujo, Renan e Gérson.) pela 1º fase da Copa do Brasil em 2008.

### Posse da Prefeitura Municipal
Cedido pelo Governo do Tocantins através de uma publicação no Diário Oficial do Estado (DOE), do dia 22 de dezembro de 2014. De acordo com o documento publicado no DOE, a área que abrange o estádio e o Kartódromo Rubens Barrichello está cedida para o município por 20 anos.

### Copa do Mundo de 2014
O estádio Nilton Santos, fez parte do catálogo de CTs (Centro de Treinamento) da Copa do Mundo de 2014, que teve o Brasil como país sede.

### Jogos Mundiais dos Povos Indígenas
O estádio sediou o primeiro Jogos Mundiais dos Povos Indígenas, que aconteceu entre os dias 23 de outubro a 1º de novembro de 2015. Os jogos contou com 22 etnias brasileiras, além de indígenas de mais de 20 países pelo mundo. O estádio passou por várias reformas feitas pelo governo do estado do Tocantins, por meio da secretaria de infraestrutura, com o investimento de cerca de R$ 600 mil.

## Vila Olímpica Indígena
A Vila Olímpica Indígena, foi onde os Indígenas se estabeleceram durante os Jogos Mundiais dos Povos Indígenas. A Vila apresenta comodidade, ginásio, arena, e área de natação, tudo utilizado nos jogos que aconteceram em 2015.

## Kartódromo Rubens Barrichello
Localizado aos arredores do estádio, o Kartódromo Rubens Barrichello, foi construído para sediar os eventos automobilístico na capital. O local recebe corridas de kart, exposições de carros, entre outros.